# Euphyia basinigra
Euphyia basinigra là một loài bướm đêm trong họ Geometridae.